# Matuta

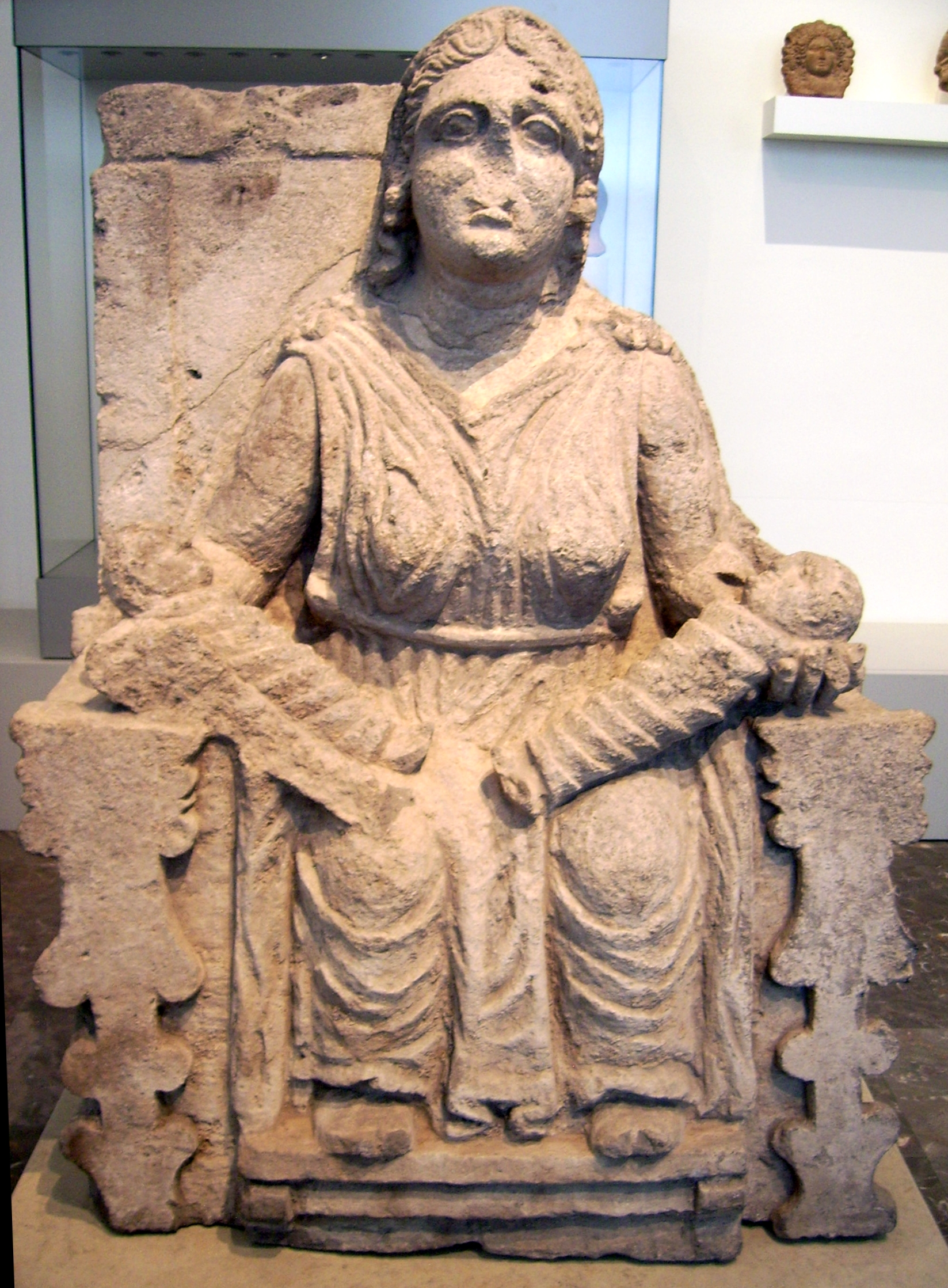
Mater Matuta (Altes Museum, Berlín)

Matuta, conocida posteriormente como Mater Matuta, fue, en la mitología romana, la diosa del amanecer, así como de los bebés recién nacidos, el mar y los puertos. Tuvo un templo situado cerca del foro Boario (del mercado de ganados), donde actualmente se encuentra la iglesia de Sant' Omobono. Allí era celebrada la festividad dedicada a esta deidad; dicha celebración se llamaba Matralia, era exclusiva para mujeres y se celebraba el 11 de junio. También se la comparó con la diosa Eos y la diosa Aurora.